# Дафни, Эмилия
Эмилия Дафни (греч.  Αιμιλία Δάφνη, настоящее имя Эмилия Куртели (греч.  Αιμιλίας Κούρτελη, 1881 Марсель — 26 июля 1941 Афины) — видная греческая поэтесса, переводчик и прозаик первой половины XX века.
Супруга греческого поэта Стефаноса Дафниса (1882—1947), чьи имя и фамилия в свою очередь является литературным псевдонимом.

## Детство и юность
Эмилия Куртели родилась в 1881 году в Марселе, где провела свои первые детские годы.
Её отец, кефалониец Иоаннис Куртелис, чья семья обосновалась во Франции после Освободительной войны Греции, был издателем марсельского журнала Semaphore и, одновременно, журнала «Илиссос» (Ιλισσός) в Афинах, что в определённой степени сказалось на её интересе к литературе. 
В пред-подростковом возрасте Эмилия с семьёй переехала в Афины, где в дальнейшем поступила в училище Арсакио. 
Успешная учёба в училище стала предпосылкой того, что сразу после его окончания, она была оставлена в Арсакио преподавать филологию.

## Начало литературной деятельности
Её талант проявился ещё в детстве и литературную опеку над ней взял её крестный отец, романтический поэт Ахиллеас Парасхос, который оказал на неё большое влияние. 
Первый поэтический сборник Эмилии Куртели, под заголовком «Хризантемы» (Χρυσάνθεμα), был издан в 1902 году. 
Она благосклонно была принята своими коллегами – поэтами и как поэтесса, и как красивая молодая женщина. 
Она вдохновила С. Скиписа к написанию стихотворения «Волосы Вероники», А. Сикелиано́с описывал Эмилию таким образом: 

Вероятно такими были глаза Сапфо, они горели глубоко запрятанным большим пламенем. И её профиль, профиль флейтистки древнего храма.

### Замужество – Эмилия Дафни
В 1911 году она вышла замуж за поэта Стефаноса Дафниса (настоящие имя и фамилия Трасивулос Зойо́пулос), которому она посвятит себя всей душой все 30 лет, что они прожили вместе. 
Она не только взяла себе согласно законодательству фамилию мужа, но избрала себе и литературную фамилию (псевдоним) мужа. 
Михалис Перантис считает, что её преданность пошла на пользу работе Стефаноса Дафниса, оказав глубокое влияние на него, но нанесла ущерб её собственной работе. Она буквально жила в тени своего мужа. М. Перантис пишет, что «Это была тень, которая и сегодня не позволяет (ей) занять место, которое ей принадлежит».

## Под именем Эмилия Дафни
Свой второй поэтический сборник, изданный под заголовком «Золотые кубки» (Τα χρυσά κύπελλα), Эмилия Дафни издала в 1922 году, через 20 лет после издания первого сборника. Вступление к сборнику написал К. Паламас. 
Как и в предыдущих её поэтических работах, присутствует метафизическая тревога, идеалистическое настроение, но с бо́льшим мастерством и зрелостью в выразительных средствах. 
В следующем, 1923 году, Дафни издала свою первую прозаическую работу, роман «Талант Смаро́» («Το τάλαντο τής Σμαρώς»). 
Кроме поэзии, Дафни написала одноактные театральные пьесы, рассказы и переводы с французского. Её театральная работа Gloria Victis (1921) была награждена Гетерией (обществом) греческих театральных писателей. 
Многие её работы были переведены на французский и немецкий языки. 
Её поэзия характеризуется чувственностью и элегическим раздумьем. 
В течение всех лет её активной литературной деятельности, Дафни публиковала статьи, рассказы и стихи в журналах и газетах.
Последним отдельным и последним прижизненным изданием её работы стал роман «Чужая земля» (Η ξένη γη), изданный в 1937 году.

## Смерть
Эмилия Дафни умерла в Афинах 26 июля 1941 года, через три месяца после того как в греческую столицу вступили немецкие войска. 
Она «угасла спокойно и бесшумно, как и прожила», оставив неопубликованной новеллу «Дом с дикой собакой».

## Некоторые из работ Эмилии Дафни[8][9]
Поэзия
- «Хризантемы. Лирическая поэзия» (Χρυσάνθεμα. Λυρικαί ποιήσεις, 1902.
- «Золотые кубки» (Τα χρυσά κύπελλα, 1923.

Проза
- «Талант Смаро́» ( Το τάλαντο της Σμαρώς, 1923).
- Чужая земля (Η ξένη γη, 1937).

Переводы
- Henry Bordeaux, «Светлые глаза» (Η αλαφρωίσκιωτη, 1922).

Театр
- Gloria victis, 1921.

## Сегодня
Работы Эмилии Дафни (пере)издаются или включаются в антологии греческой поэзии и сегодня.
Следует также отметить интерес современных греческих композиторов к её стихам. Так Яннис Спанос написал в 1967 году музыку к её стихотворению Трое молодых, а композитор и певица Нена Венецану написала в 1984 году музыку к стихотворению «Надежда».

## Внешние ссылки
- Αιμιλία Δάφνη στον Πανδέκτη, του Εθνικού Ιδρύματος Ερευνών.